# Liste der Gemeindeverbände im Département Côtes-d’Armor
Das Département Côtes-d’Armor liegt in der Region Bretagne in Frankreich. Es untergliedert sich in 11 Gemeindeverbände.
Siehe auch: Liste der Gemeinden im Département Côtes-d’Armor

## Gemeindeverbände

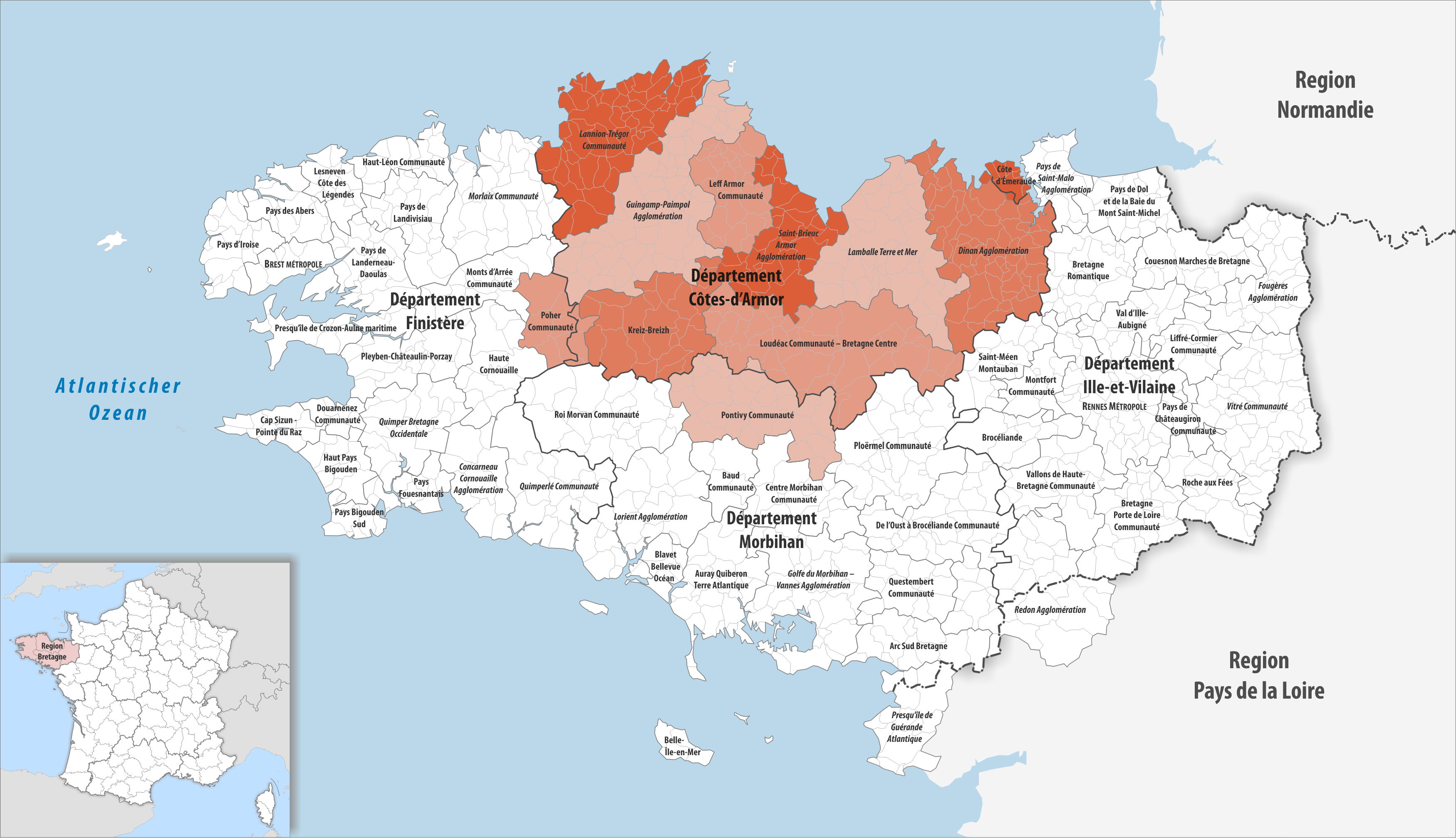
Gemeindeverbände im Département Côtes-d’Armor

| Gemeindeverband                      | Gemeinden im Départ./Verband | Einwohner 1. Januar 2022 | Fläche km² | Dichte Einw./km² | SIREN- Nummer | Rechtsform                 | Gründungsdatum     |
| ------------------------------------ | ---------------------------- | ------------------------ | ---------- | ---------------- | ------------- | -------------------------- | ------------------ |
| Côte d’Émeraude                      | 2/8                          | 28.799                   | 73,73      | 391              | 243 500 725   | Communauté de communes     | 10. Oktober 1996   |
| Dinan Agglomération                  | 64/64                        | 104.442                  | 974,07     | 107              | 200 068 989   | Communauté d’agglomération | 25. November 2016  |
| Guingamp-Paimpol Agglomération       | 57/57                        | 73.835                   | 1.107,65   | 67               | 200 067 981   | Communauté d’agglomération | 17. November 2016  |
| Kreiz-Breizh                         | 23/23                        | 18.400                   | 699,02     | 26               | 242 200 715   | Communauté de communes     | 30. Dezember 1993  |
| Lamballe Terre et Mer                | 38/38                        | 69.087                   | 912,85     | 76               | 200 069 391   | Communauté d’agglomération | 30. November 2016  |
| Lannion-Trégor Communauté            | 57/57                        | 100.877                  | 904,36     | 112              | 200 065 928   | Communauté d’agglomération | 12. September 2016 |
| Leff Armor Communauté                | 27/27                        | 32.064                   | 428,80     | 75               | 200 069 086   | Communauté de communes     | 28. November 2016  |
| Loudéac Communauté – Bretagne Centre | 38/38                        | 51.811                   | 1.168,44   | 44               | 200 067 460   | Communauté de communes     | 9. November 2016   |
| Poher Communauté                     | 4/11                         | 15.416                   | 301,20     | 51               | 242 900 744   | Communauté de communes     | 31. Dezember 1993  |
| Pontivy Communauté                   | 1/24                         | 46.032                   | 718,96     | 64               | 245 614 433   | Communauté de communes     | 16. November 2000  |
| Saint-Brieuc Armor Agglomération     | 32/32                        | 154.023                  | 600,72     | 256              | 200 069 409   | Communauté d’agglomération | 5. Dezember 2016   |